# Fingal (Ierland)
Fingal (Fine Gall in het Iers, betekent "buitenlandse stam") is een administratieve county van de Republiek Ierland, en werd in 1994 gevormd uit het historische graafschap County Dublin.
De hoofdplaats van Fingal is Swords, waar sinds 2001 het bestuur (county council) gevestigd is. Daarvoor zetelde de county council van Fingal in de gebouwen van de opgeheven council van County Dublin in O'Connell Street in de stad Dublin, buiten de eigenlijke grenzen van de county zelf.

## Plaatsen
| Engels         | Iers             | Inwoners |
| -------------- | ---------------- | -------- |
| Balbriggan     | Baile Brigín     | 24.322   |
| Blanchardstown | Baile Bhlainséir | 90.952   |
| Clonsilla      | Cluain Saileach  | -        |
| Donabate       | Domhnach Bat     | 9.669    |
| Howth          | Binn Éadair      | 8.399    |
| Malahide       | Mullach Íde      | 18.608   |
| Portmarnock    | Port Mearnóg     | 10.750   |
| Rush           | An Ros           | 10.875   |
| Skerries       | Na Sceirí        | 10.743   |
| Sutton         | Cill Fhionntáin  | 5.680    |
| Swords         | Sord Cholm Cille | 40.776   |